# セレナーデ (レイステル)
『セレナーデ』（蘭: Serenade、英: Serenade）は、17世紀オランダ黄金時代の数少ない女性画家であったユディト・レイステルが1629年にキャンバス上に油彩で制作した絵画である。1883年、美術史家ヴィルヘルム・フォン・ボーデがシックスのコレクション で見るまで何世紀もの間、フランス・ハルスに帰属されていた。ボーデは、目立つ「J」のある署名に気づき、ユディト・レイステルに帰属したのである。 本作は、10年後の1893年にホフステーデ・デ・フロートにより、最初に正しくレイステルに帰属された7点のうちの1点である現在、作品は、アムステルダム国立美術館の「栄誉の間」(Gallery of Honour) に所蔵されている。

## 来歴
本作は、もともとアムステルダムの美術収集家ピーテル・ファン・ウィンテル (Pieter van Winter、1745-1807年) のコレクションにあったが、彼の娘がヘンドリック・シックス・ファン・ヒレホム (Hendrik Six van Hillegom) と結婚したことにより、シックス・コレクションに入った。この作品のメゾチントが1803年、フレデリック・クリスティアーン・ビールウェイレル (Frederik Christiaan Bierweiler) により、ファン・ウィンテルのために制作された。そのメゾチントには、「F. Hals pinxit ... F.C. Bierweiler fecit 1803」(F.ハルスの絵画 ...1803年 F.C.ビールウェイレル制作) と記されている。
作品はレイステルに帰属された後、1908年に他の38点の絵画とともに、シックスの末裔のJhr. P.H.シックス・ファン・フロマーデ (Jhr. P.H. Six van Vromade) から、レンブラント協会 (美術品購入でオランダの美術館を援助する芸術庇護者の協会) の援助でアムステルダム国立美術館により購入された。絵画には署名があり、「1629 / J*」と記されている。

## 作品

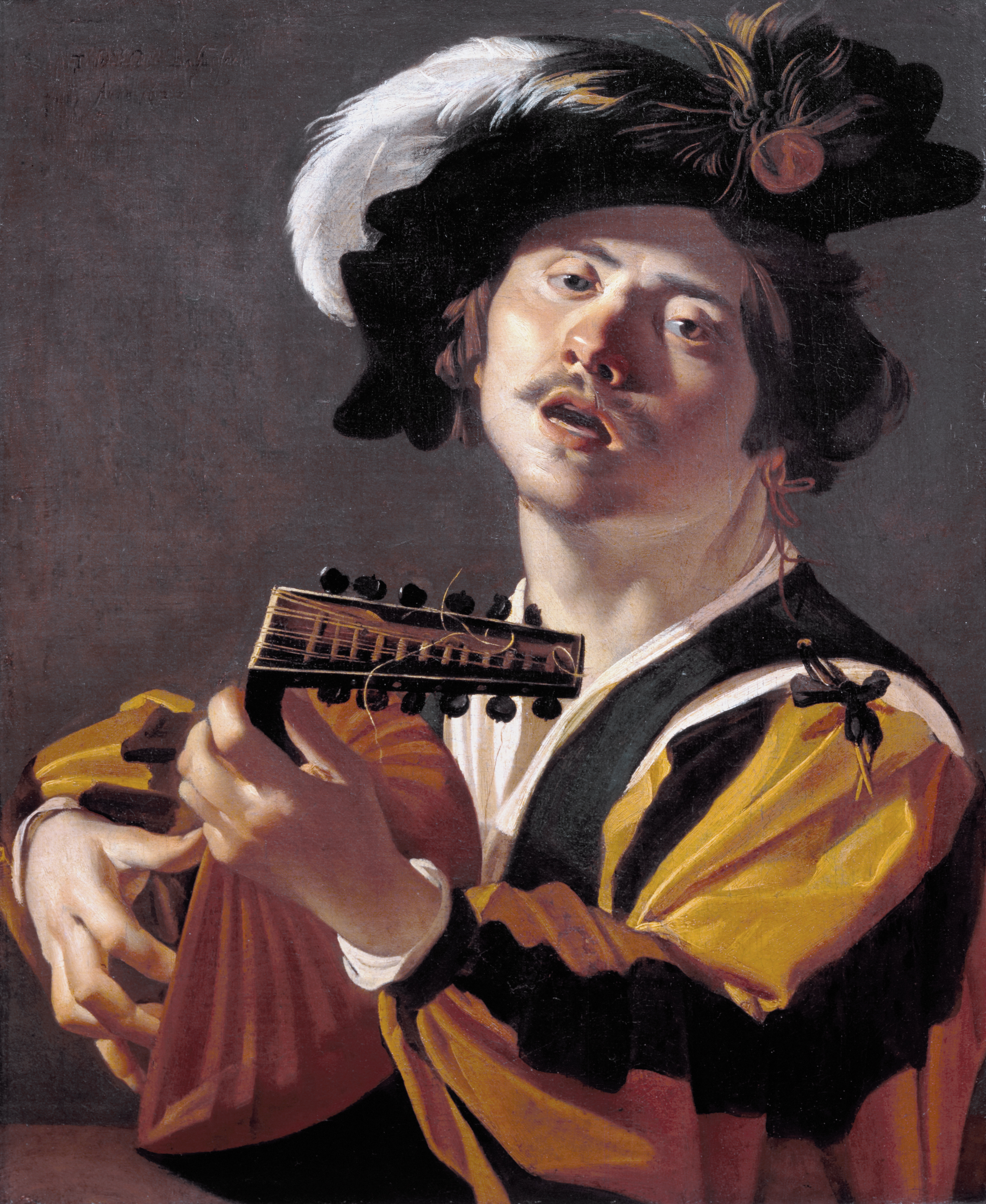
ディルク・ファン・バビューレン『リュート奏者』、1622年、ユトレヒト中央博物館

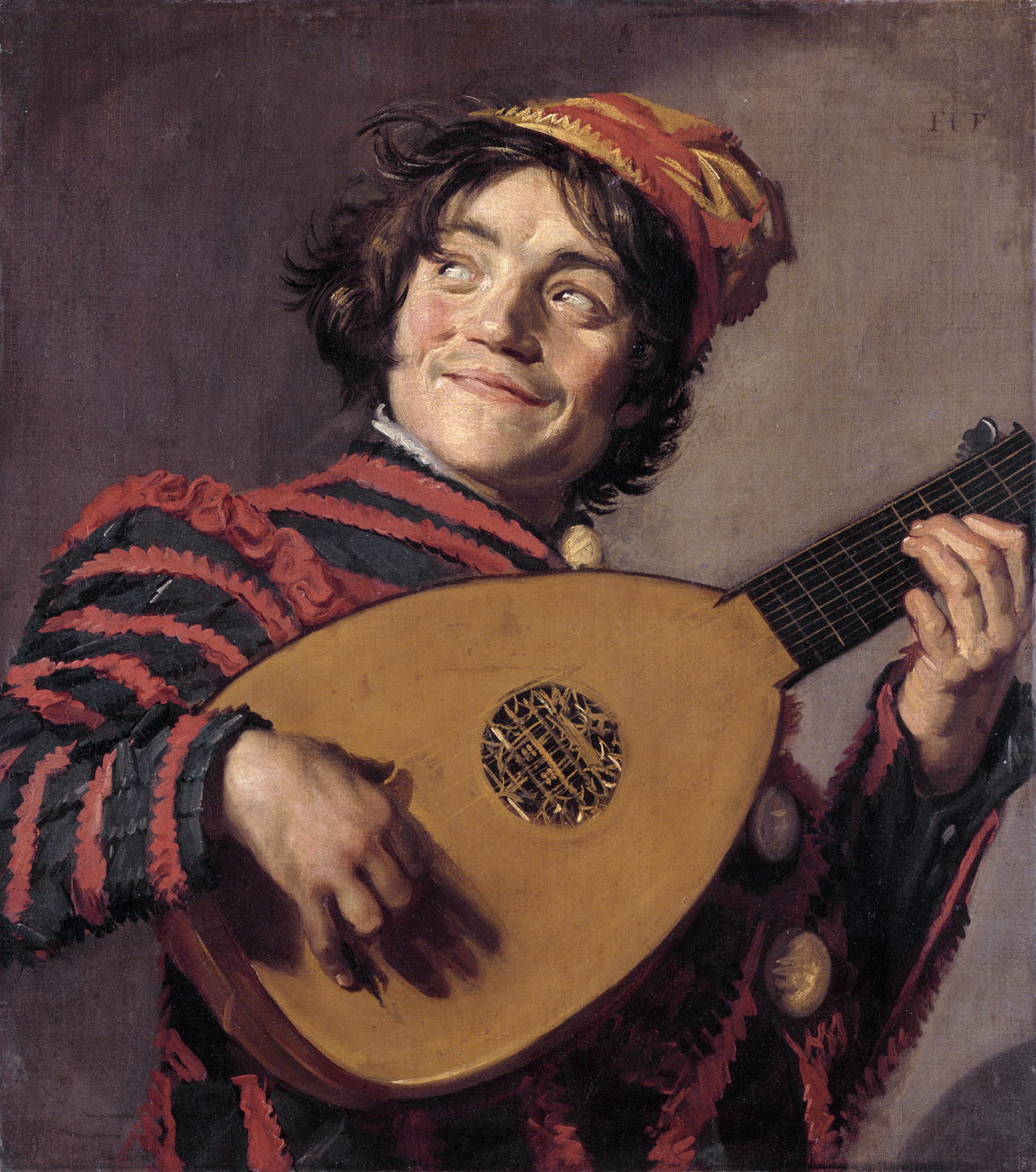
フランス・ハルス『リュートを弾く道化師』、1623年頃、ルーヴル美術館、パリ

17世紀の文学や美術において、音楽と恋愛はしばしば組み合わされた。ヤコブ・カッツ (Jacob Cats) は「愛は歌に通じる」（蘭: liefde doet singen、英: love leads to singing）と述べ、ハブリエル・ロレンハーヘン (Gabriel Rollenhagen) の冊子に出てくる諺「愛は音楽に教える」（羅: Amor docet musicam、英: Love teaches music）は、リュートを持ち、求愛しているカップルにジェスチャーをしているクピドのエングレービングにより図示されている。
北部ネーデルラントの最初期の音楽家の絵画は、1621年にユトレヒトのカラヴァッジェスキ (カラヴァッジョの様式の追随者) により制作され、ヘンドリック・テル・ブルッヘン、ヘラルト・ファン・ホントホルスト、ディルク・ファン・バビューレンらの作品で一番主要なものとなった。ハールレムでは、これらの作品に感化され、フランス・ハルスが1623年頃に『リュート奏者』(ルーヴル美術館) の絵画を描いた。レイステルを触発したのは、ユトレヒトの画家たちの作品より、おそらくハルスの構図であった。ハルスの奏者のように、レイステルの奏者も両側が断ち切られ、クローズアップで示されている。
本作は、同じくアムステルダム国立美術館所蔵の『陽気な酒飲み』とともに、署名と年記のある最初期のレイステルの作品である。ホフリヒテル (Hofrichter) によれば、作品の場面は下から間接的なロウソクの光で照らされたリュート奏者を表している。作品を最も特徴づけるこの照明法、すなわち隠れた光源から奏者の顔と、右の腕と肩に光を当てる照明方法は、ヘラルト・ファン・ホントホルストなどユトレヒトのカラヴァッジェスキの発案である。ハルスはこのような照明法は決して用いなかった。
音楽奏者の服装の点でレイステルは独自で、ユトレヒト派の縞模様のあるダブレットともハルスの道化師の衣装とも異なる、洒落てはいるが同時代の衣服を描いている。本作の奏者は、切込みの入った袖のあるダブレット、レースのカラーやカフスなどを身に着けている。
音楽家は、レイステルの典型的なポーズで上方左側を向いている。彼の黄色がかった金色と黒の縞模様のある豪華な赤いズボンは少々ピントがボケており、鑑賞者はごく近くから彼を見上げているような錯覚を持つ。

## 展示歴
- Satire en vermaak. Het genrestuk van Frans Hals en zijn tijdgenoten, 1610-1635, Frans Hals Museum, Haarlem, 20 September 2003-4 January 2004, ISBN 90-400-8855-1.
- Judith Leyster, 1609-1660, National Gallery of Art, Washington D.C., 21 June-29 November 2009, OCLC 526629623.
- Judith Leyster. De eerste vrouw die meesterschilder werd, Frans Hals Museum, Haarlem, 19 December 2009-9 May 2010, ISBN 9789490198039.
- The Golden Age of Dutch Painting. Masterpieces from the Rijksmuseum Amsterdam, Museum of Islamic Art, Doha, 11 March-6 June 2011.